# Tony Skinn
Anthony Oludewa Jeffrey Skinn (* 8. Februar 1983 in Lagos) ist ein US-amerikanischer Basketballspieler mit nigerianischen Vorfahren. Nach dem Studium in den Vereinigten Staaten spielte er als Profi in verschiedenen Ländern Europas, darunter in der BBL-Saison 2010/11 bei den New Yorker Phantoms aus Braunschweig in der deutschen Basketball-Bundesliga. Seit der Saison 2012/13 spielt er bei BK Budiwelnik aus Kiew. International tritt er für Nigeria an und qualifizierte sich mit der Nationalmannschaft für die Olympischen Spiele 2012 in London.

## College
Während seines Studiums spielte Skinn zunächst ein Jahr von 2001 bis 2002 am Blinn College in Brenham im US-Bundesstaat Texas für das Hochschulteam Buccaneers in der National Junior Collegiate Athletic Association. Anschließend besuchte er das Hagerstown Community College in Hagerstown (Maryland) und wechselte nach einem Jahr 2003 an die George Mason University und spielte für die Patriots in der NCAA Division I. In seinem Abschlussjahr 2006 erreichte er zusammen mit Junior Folarin Campbell, der ebenfalls nigerianische Vorfahren hat und später in der deutschen BBL spielte, das Final-Four-Turnier der NCAA Division I Basketball Championship. In seiner letzten Saison erreichte er im Schnitt 12,6 Punkte, 3,5 Rebounds und 2,8 Assists pro Spiel. 

## Profikarriere
In seiner ersten Profisaison spielte Skinn zunächst beim traditionsreichen kroatischen Basketballverein aus Split, den er jedoch nach drei Monaten im Dezember 2006 wieder verließ. Anschließend spielte er dann doch noch in der französischen LNB Pro A, nachdem er vor Saisonbeginn vom späteren französischen Meister Chorale Roanne Basket aussortiert worden war. Zunächst spielte er ab Januar 2007 bei Basket Auvergne in Clermont-Ferrand im Zentralmassiv, die nach der Saison 2007/08 abgeschlagen abstiegen, und in der Saison 2008/09 an der Nordseeküste bei BCM Gravelines in Dünkirchen. Im Juli 2007 war er zudem in der NBA Summer League im Trikot der Orlando Magic aktiv, ohne einen Vertrag für die NBA zu bekommen. In der Saison 2009/10 spielte er in der zweiten italienischen Liga LegADue im toskanischen Pistoia.
In der Saison 2010/11 spielte Skinn in der Basketball-Bundesliga für die NewYorker Phantoms Braunschweig, mit denen er das deutsche Pokalfinale erreichte. In den Play-offs um die deutsche Meisterschaft schieden die nach der regulären Saison fünftplatzierten Braunschweiger jedoch in der ersten Runde nach fünf Spielen gegen die Artland Dragons aus. Für die Saison 2011/12 unterschrieb Skinn einen Vertrag in der israelischen Ligat ha’Al bei Ironi Aschkelon.
Beim olympischen Qualifikationsturnier 2012 gelang Skinn mit der nigerianischen Nationalmannschaft durch einen Sieg im entscheidenden Spiel über die Dominikanische Republik das Erreichen des letzten Startplatzes für die olympische Basketballturnier in London. Dort schied man in der ersten Gruppenphase nach nur einem Sieg über den afrikanischen Konkurrenten Tunesien aus. Für die Spielzeit 2012/13 hatte Skinn zwar einen Vertrag beim ukrainischen Verein BK Budiwelnyk Kiew unterschrieben, aber nach einer Knieverletzung bei den Olympischen Spielen musste sich Skinn einer Operation noch in London unterziehen und fiel für mehrere Monate aus, wodurch sein Vertrag hinfällig wurde.